# GP Wolber
Ne doit pas être confondu avec GP Wolber indépendants.
Le GP Wolber ou Grand Prix Cycliste de la Route (fondation Antoine Wolber), était une course cycliste organisée en France durant les années 1920. Elle fut créée par Antoine Wolber, fondateur de la manufacture de caoutchouc et pneumatiques Wolber et organisé par L'Auto.
Cette course est considérée durant son existence comme un championnat du monde non officiel et offre 15 000 francs au vainqueur. Seuls sont invités à y participer les trois premiers des principales courses françaises, italiennes, belges et suisses, ainsi que les champions nationaux. La première édition de cette course se tient en 1922. La création du championnat du monde professionnel en 1927 engendre par la suite une perte de prestige du GP Wolber dont la dernière édition sous cette forme a lieu en 1931.
Pendant les trois années suivantes, le GP Wolber subsiste comme une course courte réservée aux coureurs français, qui est remportée par Maurice Archambaud en 1932, Paul Chocque en 1933 et René Vietto en 1934, date à laquelle le GP Wolber disparait définitivement. Mais dès lors le G.P Wolber, réservé aux amateurs, indépendants, aspirants, lui succédera jusqu'en 1950, et sera pris en compte à partir de 1932.

## Palmarès
| Année | Vainqueur                                                          | Deuxième          | Troisième                                                                                   |
| ----- | ------------------------------------------------------------------ | ----------------- | ------------------------------------------------------------------------------------------- |
| 1922  | Heiri Suter                                                        | Félix Sellier     | Jean Hillarion                                                                              |
| 1923  | Émile Masson                                                       | Henri Pélissier   | Jean Rossius                                                                                |
| 1924  | Costante Girardengo                                                | Henri Pélissier   | Félix Sellier                                                                               |
| 1925  | Heiri Suter                                                        | Romain Bellenger  | Adelin Benoît                                                                               |
| 1926  | Francis Pélissier                                                  | Kastor Notter     | Ferdinand Le Drogo                                                                          |
| 1927  | Alléluia P. Magne, A. Magne, Gallottini, Moineau, Canet, Alancourt | J.B. Louvet       | Équipe de Reims Van Vierst, Mauclair, Rich, Moulet, Godinat, Robert Toussaint, Désiré Briot |
| 1928  | Julien Vervaecke                                                   | Nicolas Frantz    | Denis Verschueren                                                                           |
| 1929  | Alfred Hamerlinck                                                  | Jules Merviel     | Hector Martin                                                                               |
| 1930  | Georges Ronsse                                                     | Joseph Demuysere  | Victor Fontan                                                                               |
| 1931  | Romain Gijssels                                                    | Alfred Hamerlinck | Georges Ronsse                                                                              |